# Plucice
Plucice – wieś w Polsce, położona w województwie łódzkim, w powiecie piotrkowskim, w gminie Gorzkowice.
| SIMC    | Nazwa           | Rodzaj                |
| ------- | --------------- | --------------------- |
| 0540067 | Kolonia Plucice | część wsi, do 2024 r. |
| 0540073 | Ryszardów       | część wsi, do 2024 r. |
| 0540080 | Trzchów         | część wsi             |

W latach 1954-1957 wieś była siedzibą gromady Plucice, po jej zniesieniu w gromadzie Gorzkowice. W latach 1975–1998 wieś administracyjnie należała do województwa piotrkowskiego.